# Pratilepus kansasensis
Pratilepus kansasensis — викопний вид гризунів родини Зайцеві (Leporidae), що існував у пліоцені у Північній Америці. Скам'янілі рештки виду знайдено у відкладеннях формації Рексроад у Канзасі, а також у Техасі.